# Cani (isole)
Le Cani (in arabo  القاني ), sono due piccole isole calcaree, Grande e Piccola Cani, di dimensioni disuguali e poste a una decina di chilometri da Capo Zebib, nel nord della Tunisia. Queste due isole, a volte chiamate isole dei Cani, dipendono dalla delegazione di Ras Jebel nel governatorato di Biserta.
Dopo lo spiaggiamento della HMS Spartan che trasportava 726 soldati il 5 luglio 1856, il governo britannico chiese al Bey di Tunisi il permesso di costruire lì un faro. Il bey Muhammad III al-Sadiq concesse l'autorizzazione e finanziò lui stesso l'edificio alto 18 metri. Dalla Sicilia portò due custodi (Giuseppe Alacchi e Rosa Taranto) per illuminare questo faro ogni giorno tra il 1860 e il 1870.

## Galleria d'immagini

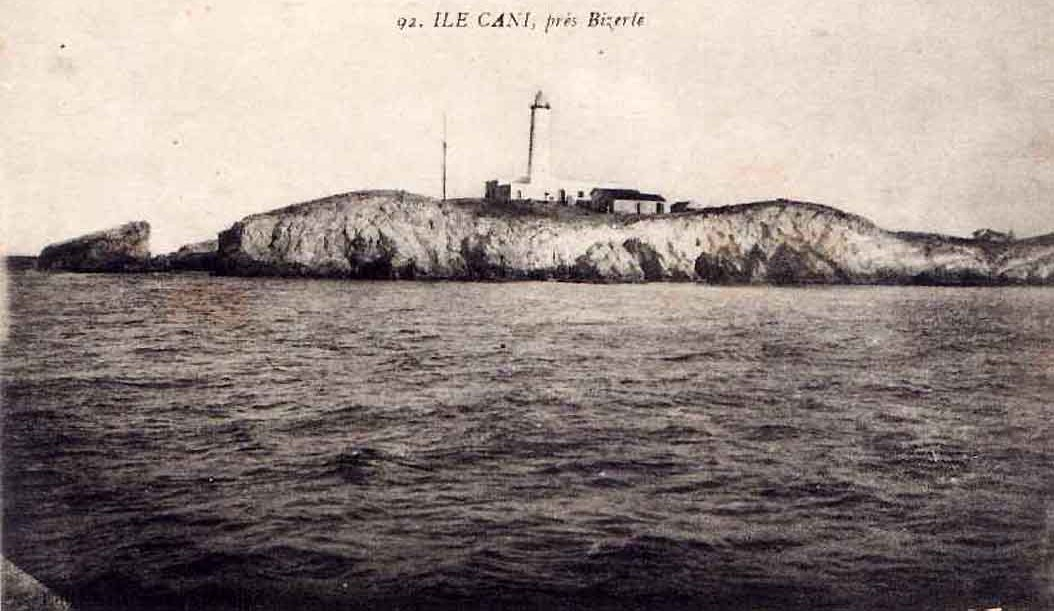
Vista su Gran Cani e il suo faro.
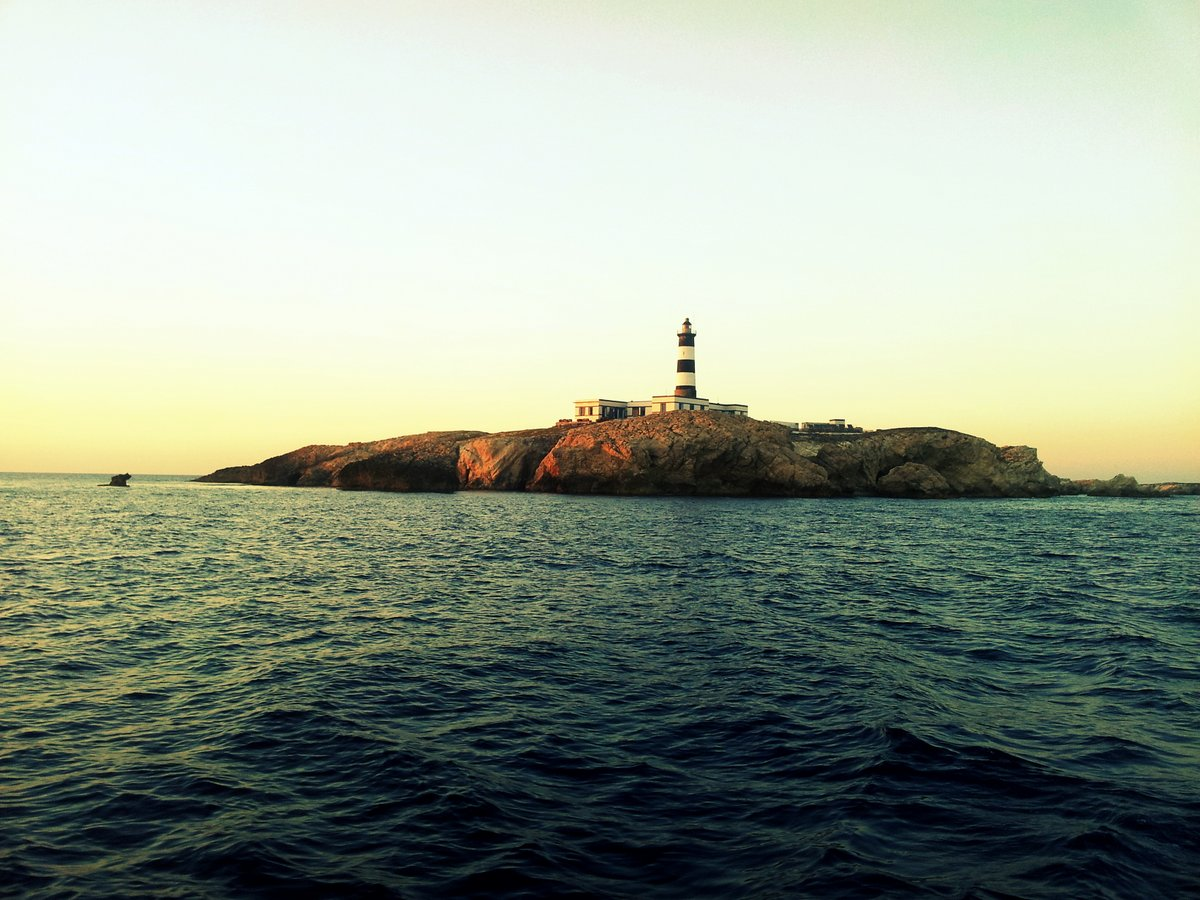
Vista di Gran Cani al tramonto.